# Villagatón
Villagatón ist ein nordspanischer Ort und eine Gemeinde (municipio) mit 636 Einwohnern (Stand: 2024) in der Provinz León in der Autonomen Gemeinschaft Kastilien-León. Neben dem Hauptort Villagatón besteht die Gemeinde aus den Ortschaften Brañuelas, Culebros, Manzanal del Puerto, Montealegre, Nistoso, Requejo y Corús, La Silva, Tabladas, Ucedo, Valbuena de la Encomienda und Villar.

## Lage und Klima
Villagatón liegt in einer Höhe von ca. 1015 m in der westleonesischen Hochebene (meseta) etwa 58 Kilometer in westnordwestlicher Richtung von León entfernt. Das Klima ist gemäßigt bis warm; Regen fällt überwiegend im Winterhalbjahr.

## Bevölkerungsentwicklung
| Jahr      | 1970 | 1981 | 1991 | 2001 | 2011 | 2021 |
| Einwohner | 2427 | 1762 | 1057 | 777  | 636  | 632  |

Aufgrund der zunehmenden Mechanisierung der Landwirtschaft und der Aufgabe zahlreicher bäuerlicher Kleinbetriebe in der zweiten Hälfte des 20. Jahrhunderts fehlten mehr und mehr Arbeitsplätze, was eine immer noch anhaltende Landflucht auslöste.

## Sehenswürdigkeiten

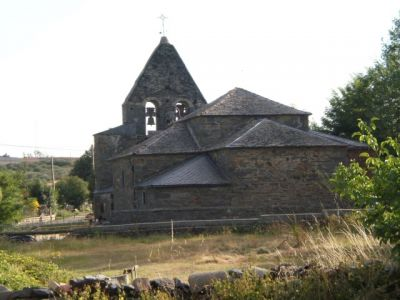
Kirche von Villagatón
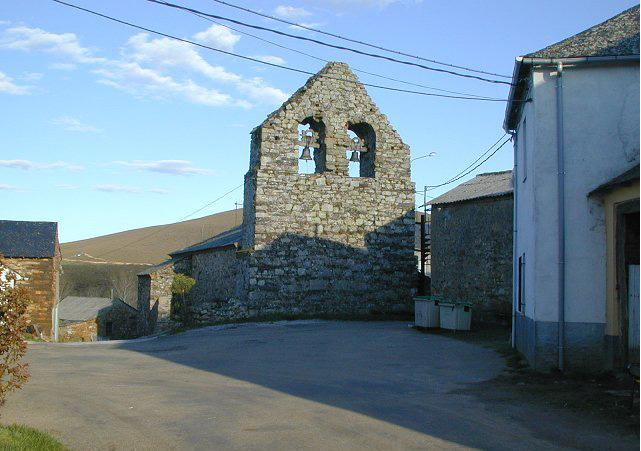
Kirche von Ucedo

- Kirche von Villagatón
- Kirche von Ucedo